# خندق بورتو ريكو

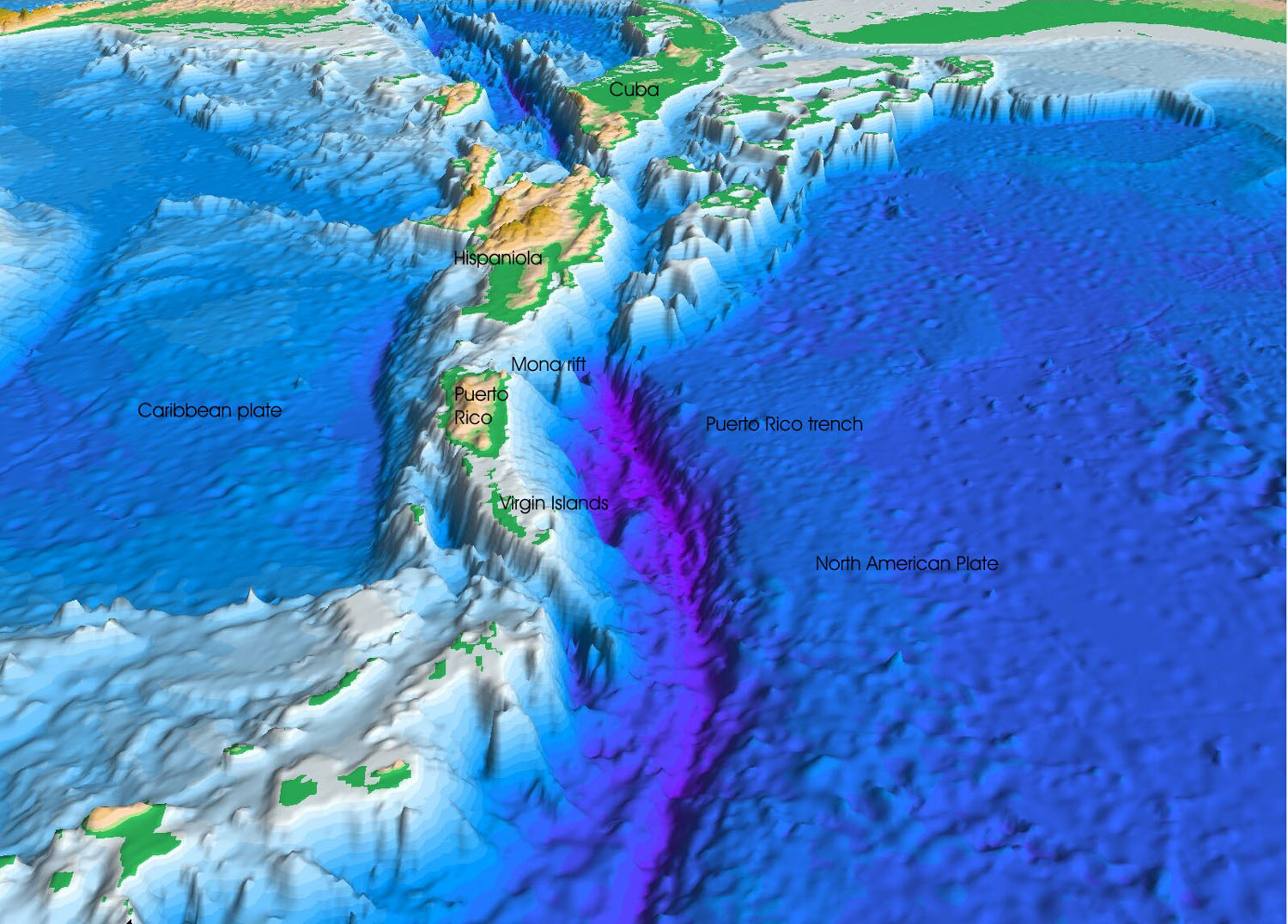

هو أقصى عمق يصل إليه المحيط الأطلسي ويبلغ حوالى 8,605 متر والمحيط الأطلسي يغطي حوالي 22 ٪ من سطح الأرض، وهو الثاني من حيث الحجم بعد المحيط الهادئ. فمع البحار المجاورة له فإن المساحة الكلية تكون حوالي 106,400,000 كم مربع (41,100,000 ميل مربع)؛ وبدونها فإن مساحته تكون 82,400,000 كم مربع (31,800,000 ميل مربع). إن حجم المحيط الأطلسي مع البحار المجاورة له تبلغ 354,700,000 كم مكعب (85,100,000 ميل مكعب) وبدونها 323,600,000 كم مكعب (77,640,000 ميل مكعب).
أما متوسط عمق المحيط الأطلسي مع البحار المتاخمة له يبلغ 3,339 م (10,955 قدم)؛ وبدونها هو 3,926 م (12,881 قدم). أعظم عمق يبلغ 8,605 م (28,232 قدم)، في خندق بورتوريكو. إن عرض المحيط الأطلسي يختلف من 2,848 كم (1,770 ميل) بين البرازيل وسيراليون إلى أكثر من 6,400 كم (4,000 ميل) في الجنوب.